# Myospila alpina
Myospila alpina är en tvåvingeart som först beskrevs av Friedrich Georg Hendel 1901.  Myospila alpina ingår i släktet Myospila och familjen husflugor. Inga underarter finns listade i Catalogue of Life.